# Glen Mills Schools
Glen Mills Schools (auch: Glenn Mills School) ist eine US-amerikanische Einrichtung zur Unterbringung und Resozialisierung von Jugendlichen Delinquenten nahe Philadelphia; die Ortschaft Glen Mills gehört zu Delaware County im Bundesstaat Pennsylvania.

## Geschichte
1826 wurde das Philadelphia House of Refuge ("Zufluchtshaus Philadelphia") gebaut. Seit 1911 heißt die geschlossene Einrichtung Glen Mills Schools.
1975 übernahm Cosimo D. Ferrainola das Heim, in dem sich vornehmlich straffällig gewordene Jugendliche im Alter von 13 bis 18, überwiegend afroamerikanischer Herkunft, befanden. Er entwickelte ein neues Konzept mit sozialpädagogischen, psychologisch-gruppendynamischen, arbeitsbezogenen und sportlichen Elementen. Er ließ die Umzäunung entfernen, betonte aber gegenüber der Justiz, dass es sich weiterhin um eine geschlossene Einrichtung handele. Die Ausbrecherquote war gering, 1979 gab es beispielsweise nur einen Fall. Ferrainola ließ die Heimeinrichtung in Glen Mills erweitern, verantwortete Außenstellen auch in Europa (Niederlande) und vergrößerte das Platzangebot von 90 auf zeitweise über 900 Plätze im Jahr 2007.
Von 2007 bis 2012 leitete Garry Ipock das Heim. Seit 2013 leitet Randy A. Ireson die Einrichtung.
2019 wurde Glen Mills Schools nach Vorwürfen über Misshandlungen und Vertuschung derselben geschlossen.

## Konzept
Das Ferrainola-Konzept GGI ist gruppendynamisch ausgerichtet. Täglich finden zwei Gruppenbesprechungen statt. Gelernt wird im Zusammenhang mit praktischer Arbeit und Projekten. Es gibt Lehrer, Erzieher und in den Werkstätten Berufsschullehrer.
Den Studenten werden regelmäßig persönliche Leistungs- und Verhaltens-Rückmeldungen gegeben, und zwar über monatliche individuelle Fall-Berichte, vierteljährliche Erfolgs-Zusammenfassungen und pro Abrechnungsjahr über rechtsverbindliche Reportagen. Die Evaluation der Arbeit weist große, umfängliche Erfolgsquoten auf.
GGI, Group Guided Interaction, ist ein dort erfundenes und implementiertes Konzept, das Gruppendruck pädagogisch einsetzt. Glen Mills arbeitet mit vier weiteren Spezialprogrammen zur Reduzierung der Rückfallquote, sie heißen:
- Moral Reconation Therapy
- MRT Companion Programming
- Coping with Anger and Parenting
- Family Values and Botvin LifeSkills Training.

Kosten
2011 kostete ein Platz im Monat etwa 3.800 $. Darin sind enthalten: stationäre Unterbringung von Kindern, Nutzung der Einrichtungen zur Behandlung am Tage und Vorbereitung auf jährliche Audits.

### Berufskarrieren
In den Häusern arbeiten Berater (Counselors), die die GGI nach einem sozialpädagogischen, psychologischen oder Lehrerstudium erlernt haben. Es wird in einem 3-Schicht-System gearbeitet von 7:30 bis 15:30 Uhr, dann bis 23:30, danach folgt der Nachtdienst. In den Werkstätten bzw. in der Schule arbeiten zusatzausgebildete Berufsschullehrer.

### Wissenschaftliche Begleitung
In den fünf Jahren nach 1977 begleitete der New York-Columbia-University Professor für Pädagogik Howard W. Polsky die Einrichtung, beeinflusste die Konzeption und arbeitete mit an der Wirkungs-Evaluation; er ist für seinen "Diamanten" bekannt, eine Beschreibung typischer Gang-Hierarchien.

### "Studenten-Union"
Viele der jungen Menschen arbeiten in Selbstverwaltungs- und Bewirtungsbereichen, betreuen die Freizeit der Kommilitonen und betreiben zwei Cafeterien.

## Sport
Sport ist Bestandteil des pädagogischen Konzepts, da hier auch schwierige Jugendliche Erfolge erreichen können.
Folgende Sportarten werden betrieben:
- Football, Cross Country, Golf, Soccer, Basketball
- Wrestling, Indoor Track, Powerlifting, Swimming, Bowling
- Baseball, Volleyball, Roller Hockey, Outdoor Track & Field
- Tennis, Powerlifting und Radfahren

Sport lässt schwierige Jugendliche Erfolge erleben. Insbesondere im Football brachten die Studenten der Glen Mills Schools große Leistungen und durften in regulären Ligen antreten. In den letzten 30 Jahren gewannen sie 18 Mal bei nationalen Meisterschaften. Die jeweilige Mannschaft heißt "Battling Bulls", das ist ein Synonym für eine Elitegruppe von jenen jungen Menschen, die die Normen des Hauses schon ausreichend übernommen haben und bereit sind, diese an jüngere und neue Mitstudenten weiterzugeben. Sport bildet demzufolge den Charakter, die Persönlichkeit und ist integraler Bestandteil des Hauskonzepts.

## Rezeption in Deutschland
Die Einrichtung wurde europa-bezogen 1980 von dem deutschen Sozialarbeitswissenschaftler Günther entdeckt und 1981 erstmals in einem deutschsprachigen Fachaufsatz beschrieben. Glen Mills, also die Diskussion über besondere Wege in der Behandlung von Jugenddelinquenz wurde in Europa später irrtümlich mit Boot Camps in Verbindung gebracht. Der ausgeprägte Gruppendruck sei für westeuropäische Verhältnisse zu inhuman und unpädagogisch. Das DJI dokumentierte die Debatte.